# Moldova a 2004. évi nyári olimpiai játékokon
Moldova a görögországi Athénban megrendezett 2004. évi nyári olimpiai játékok egyik részt vevő nemzete volt. Az országot az olimpián 8 sportágban 33 sportoló képviselte, akik érmet nem szereztek.

## Atlétika
Férfi
| Versenyző           | Versenyszám     | Előfutam | Előfutam | Előfutam | Döntő   | Döntő    |
| Versenyző           | Versenyszám     | Idő      | Hely.    | Össz.    | Idő     | Helyezés |
| ------------------- | --------------- | -------- | -------- | -------- | ------- | -------- |
| Ion Luchianov       | 3000 m akadály  | 8:26,17  | 9.       | 20.      | kiesett | kiesett  |
| Feodosiy Ciumacenco | 20 km gyaloglás |          |          |          | 1:29:06 | 34.      |

| Versenyző         | Versenyszám   | Selejtező | Selejtező | Döntő    | Döntő    |
| Versenyző         | Versenyszám   | Eredmény  | Helyezés  | Eredmény | Helyezés |
| ----------------- | ------------- | --------- | --------- | -------- | -------- |
| Vladimir Letnicov | Hármasugrás   | 16,25 m   | 32.       | kiesett  | kiesett  |
| Ion Emilianov     | Súlylökés     | 19,25 m   | 25.       | kiesett  | kiesett  |
| Vadim Hranovschi  | Diszkoszvetés | 55,64 m   | 32.       | kiesett  | kiesett  |
| Roman Rozna       | Kalapácsvetés | 71,78 m   | 28.       | kiesett  | kiesett  |

| Versenyző        | Versenyszám | 100 m | 100 m | Távolugrás | Távolugrás | Súlylökés | Súlylökés | Magasugrás | Magasugrás | 400 m | 400 m | 110 m gát | 110 m gát | Diszkoszvetés | Diszkoszvetés | Rúdugrás              | Rúdugrás              | Gerelyhajítás | Gerelyhajítás | 1500 m  | 1500 m | Végeredmény | Végeredmény |
| Versenyző        | Versenyszám | Idő   | Pont  | Eredmény   | Pont       | Eredmény  | Pont      | Eredmény   | Pont       | Idő   | Pont  | Idő       | Pont      | Eredmény      | Pont          | Eredmény              | Pont                  | Eredmény      | Pont          | Idő     | Pont   | Pont        | Helyezés    |
| ---------------- | ----------- | ----- | ----- | ---------- | ---------- | --------- | --------- | ---------- | ---------- | ----- | ----- | --------- | --------- | ------------- | ------------- | --------------------- | --------------------- | ------------- | ------------- | ------- | ------ | ----------- | ----------- |
| Victor Covalenco | Tízpróba    | 11,28 | 799   | 720 cm     | 862        | 13,04 m   | 670       | 185 cm     | 670        | 51,82 | 733   | 15,80     | 755       | 38,19 m       | 628           | érvényes ugrás nélkül | érvényes ugrás nélkül | 53,46 m       | 640           | 4:23,81 | 786    | 6543        | 30.         |

Női
| Versenyző              | Versenyszám | Előfutam | Előfutam | Előfutam | Elődöntő | Elődöntő | Elődöntő | Döntő    | Döntő    |
| Versenyző              | Versenyszám | Idő      | Hely.    | Össz.    | Idő      | Hely.    | Össz.    | Idő      | Helyezés |
| ---------------------- | ----------- | -------- | -------- | -------- | -------- | -------- | -------- | -------- | -------- |
| Olga Cristea           | 800 m       | 2:08,97  | 6.       | 36.      | kiesett  | kiesett  | kiesett  | kiesett  | kiesett  |
| Natalia Cerches        | 10 000 m    |          |          |          |          |          |          | 34:04,97 | 27.      |
| Svetlana Şepelev-Tcaci | Maraton     |          |          |          |          |          |          | 3:03:29  | 61.      |

| Versenyző    | Versenyszám | Selejtező | Selejtező | Döntő    | Döntő    |
| Versenyző    | Versenyszám | Eredmény  | Helyezés  | Eredmény | Helyezés |
| ------------ | ----------- | --------- | --------- | -------- | -------- |
| Ina Gliznuţa | Magasugrás  | 185 cm    | 26.*      | kiesett  | kiesett  |
| Olga Bolșova | Hármasugrás | 13,90 m   | 24.       | kiesett  | kiesett  |

* - egy másik versenyzővel azonos időt/eredményt ért el

## Birkózás

### Férfi
Szabadfogású
| Versenyző         | Versenyszám | Csoportkör                                                       | Csoportkör | Negyeddöntő       | Elődöntő          | Bronz- mérkőzés   | Döntő             | Helyezés |
| Versenyző         | Versenyszám | Ellenfél Eredmény                                                | Hely.      | Ellenfél Eredmény | Ellenfél Eredmény | Ellenfél Eredmény | Ellenfél Eredmény | Helyezés |
| ----------------- | ----------- | ---------------------------------------------------------------- | ---------- | ----------------- | ----------------- | ----------------- | ----------------- | -------- |
| Ghenadie Tulbea   | 55 kg       | A csoport · Stephen Abas (USA) · 1-6 · René Montero (CUB) · 0-5  | 3.         | kiesett           | kiesett           | kiesett           | kiesett           | 21.      |
| Ruslan Bodişteanu | 66 kg       | D csoport · Jamill Kelly (USA) · 0-3 · Elman Əsgərov (AZE) · 3-7 | 3.         | kiesett           | kiesett           | kiesett           | kiesett           | 19.      |

## Cselgáncs
Férfi
| Versenyző    | Versenyszám | Selejtező         | 32-es főtábla                  | Nyolcaddöntő                            | Negyeddöntő                 | Elődöntő                  | Vigaszág első kör | Vigaszág negyeddöntő | Vigaszág elődöntő | Bronz- mérkőzés                     | Döntő             | Helyezés |
| Versenyző    | Versenyszám | Ellenfél Eredmény | Ellenfél Eredmény              | Ellenfél Eredmény                       | Ellenfél Eredmény           | Ellenfél Eredmény         | Ellenfél Eredmény | Ellenfél Eredmény    | Ellenfél Eredmény | Ellenfél Eredmény                   | Ellenfél Eredmény | Helyezés |
| ------------ | ----------- | ----------------- | ------------------------------ | --------------------------------------- | --------------------------- | ------------------------- | ----------------- | -------------------- | ----------------- | ----------------------------------- | ----------------- | -------- |
| Victor Bivol | Könnyűsúly  |                   | Richard León (VEN) · 1001-0000 | Hámed Malek Mohammadi (IRI) · 1000-0000 | João Neto (POR) · 1000-0000 | I Vonhi (KOR) · 0100-1000 |                   |                      |                   | Leandro Guilheiro (BRA) · 0000-0200 |                   | 5.       |

## Kerékpározás

### Országúti kerékpározás
Férfi
| Versenyző     | Versenyszám   | Idő             | Helyezés |
| ------------- | ------------- | --------------- | -------- |
| Ruslan Ivanov | Mezőnyverseny | 5:50:35 (+8:51) | 54.      |
| Igor Pugaci   | Mezőnyverseny | 5:50:35 (+8:51) | 66.      |

## Ökölvívás
| Versenyző       | Versenyszám | Selejtező                      | Nyolcaddöntő                 | Negyeddöntő       | Elődöntő          | Döntő             | Helyezés |
| Versenyző       | Versenyszám | Ellenfél Eredmény              | Ellenfél Eredmény            | Ellenfél Eredmény | Ellenfél Eredmény | Ellenfél Eredmény | Helyezés |
| --------------- | ----------- | ------------------------------ | ---------------------------- | ----------------- | ----------------- | ----------------- | -------- |
| Igor Samoilenco | Légsúly     | Yuriorkis Gamboa (CUB) · 33-46 | kiesett                      | kiesett           | kiesett           | kiesett           | 17.      |
| Vitalie Grușac  | Váltósúly   |                                | Kim Dzsongdzsu (KOR) · 20-23 | kiesett           | kiesett           | kiesett           | 9.       |

## Sportlövészet
Férfi
| Versenyző     | Versenyszám     | Selejtező | Selejtező | Döntő   | Döntő    |
| Versenyző     | Versenyszám     | Pont      | Helyezés  | Pont    | Helyezés |
| ------------- | --------------- | --------- | --------- | ------- | -------- |
| Oleg Moldovan | Futócéllövészet | 568       | 14.       | kiesett | kiesett  |

## Súlyemelés
Férfi
| Versenyző        | Versenyszám | Szakítás                 | Szakítás                 | Lökés    | Lökés    | Összesen | Helyezés |
| Versenyző        | Versenyszám | Eredmény                 | Helyezés                 | Eredmény | Helyezés | Összesen | Helyezés |
| ---------------- | ----------- | ------------------------ | ------------------------ | -------- | -------- | -------- | -------- |
| Eugen Bratan     | 94 kg       | 175,0                    | 7.***                    | 205,0    | 13.      | 380,0    | 10.      |
| Vadim Vacarciuc  | 94 kg       | érvényes kísérlet nélkül | érvényes kísérlet nélkül | kiesett  | kiesett  | kiesett  | kiesett  |
| Alexandru Bratan | 105 kg      | 192,5                    | 2.*                      | 222,5    | 4.**     | 415,0    | 4.       |

* - egy másik versenyzővel azonos eredményt ért el

** - két másik versenyzővel azonos eredményt ért el

*** - három másik versenyzővel azonos eredményt ért el

## Úszás
Férfi
| Versenyző          | Versenyszám  | Előfutam | Előfutam | Előfutam | Elődöntő | Elődöntő | Elődöntő | Döntő   | Döntő    |
| Versenyző          | Versenyszám  | Idő      | Hely.    | Össz.    | Idő      | Hely.    | Össz.    | Idő     | Helyezés |
| ------------------ | ------------ | -------- | -------- | -------- | -------- | -------- | -------- | ------- | -------- |
| Octavian Guţu      | 100 m gyors  | 51,84    | 1.       | 47.      | kiesett  | kiesett  | kiesett  | kiesett | kiesett  |
| Ştefan Pinciuc     | 200 m gyors  | 1:54,56  | 3.       | 49.      | kiesett  | kiesett  | kiesett  | kiesett | kiesett  |
| Victor Rogut       | 400 m gyors  | 4:01,68  | 5.       | 35.      |          |          |          | kiesett | kiesett  |
| Alexandru Ivlev    | 100 m hát    | 1:00,13  | 3.       | 42.      | kiesett  | kiesett  | kiesett  | kiesett | kiesett  |
| Andrei Mihailov    | 200 m hát    | 2:06,97  | 2.       | 34.      | kiesett  | kiesett  | kiesett  | kiesett | kiesett  |
| Andrei Capitanciuc | 100 m mell   | 1:05,65  | 2.*      | 47.*     | kiesett  | kiesett  | kiesett  | kiesett | kiesett  |
| Sergiu Postică     | 200 m mell   | 2:27,21  | 6.       | 45.      | kiesett  | kiesett  | kiesett  | kiesett | kiesett  |
| Andrei Zaharov     | 200 m vegyes | 2:07,40  | 5.       | 39.      | kiesett  | kiesett  | kiesett  | kiesett | kiesett  |

Női
| Versenyző      | Versenyszám | Előfutam | Előfutam | Előfutam | Elődöntő | Elődöntő | Elődöntő | Döntő   | Döntő    |
| Versenyző      | Versenyszám | Idő      | Hely.    | Össz.    | Idő      | Hely.    | Össz.    | Idő     | Helyezés |
| -------------- | ----------- | -------- | -------- | -------- | -------- | -------- | -------- | ------- | -------- |
| Maria Tregubov | 50 m gyors  | 28,40    | 2.       | 48.      | kiesett  | kiesett  | kiesett  | kiesett | kiesett  |
| Nicoleta Coica | 100 m gyors | 59,85    | 8.       | 47.      | kiesett  | kiesett  | kiesett  | kiesett | kiesett  |

* - egy másik versenyzővel azonos időt ért el